# ميغالوكوريون (تريكالا)
ميغالوكوريون (Μεγαλοχώριον) هي مدينة في تريكالا في مقاطعة فوريا إلادا في اليونان.